# Bourgfelden
Bourgfelden [buʁkfɛldən] (en allemand Burgfelden) est une ancienne commune du Haut-Rhin, devenue en 1953 quartier de la commune française de Saint-Louis, en Alsace.

## Géographie
Bourgfelden se trouve en amont du centre de Saint-Louis et même 40 m plus en altitude que la petite camargue alsacienne.

Plan de Bourgfelden.

## Histoire
Bourgfelden est né dès l'époque gallo-romaine. En effet, on retrouve une fortification du nom de Robur. Puis, un village du nom de Kreften suit les traces de Robur. Mais Kreften disparaît en 1375. 
À la fin de la guerre de Trente Ans, en 1650, apparaît un nouveau village du nom de Bourgfeld, qui devient rapidement Bourgfelden. En 1688, Bourgfeld est inscrit pour la première fois sur une carte. 
Le 10 juin 1793, Bourgfelden devient officiellement indépendant. 
Le 1er septembre 1939, date de déclaration de la Seconde Guerre mondiale, Bourgfelden est évacuée, devenant une ville presque fantôme. En 1940, la population revient. En novembre de la même année, Bourgfelden est forcé de fusionner avec Hüningen - Sankt-Ludwig, nouvelle commune issue de la fusion de Huningue et Saint-Louis. Le 20 novembre 1944, la commune est libérée. En 1945, les trois dernières entités se séparent. 
Enfin, le 1er mars 1953, Bourgfelden fusionne de nouveau avec Saint-Louis. Un odonyme local (Rue du 1er-Mars ) rappelle cette fusion.

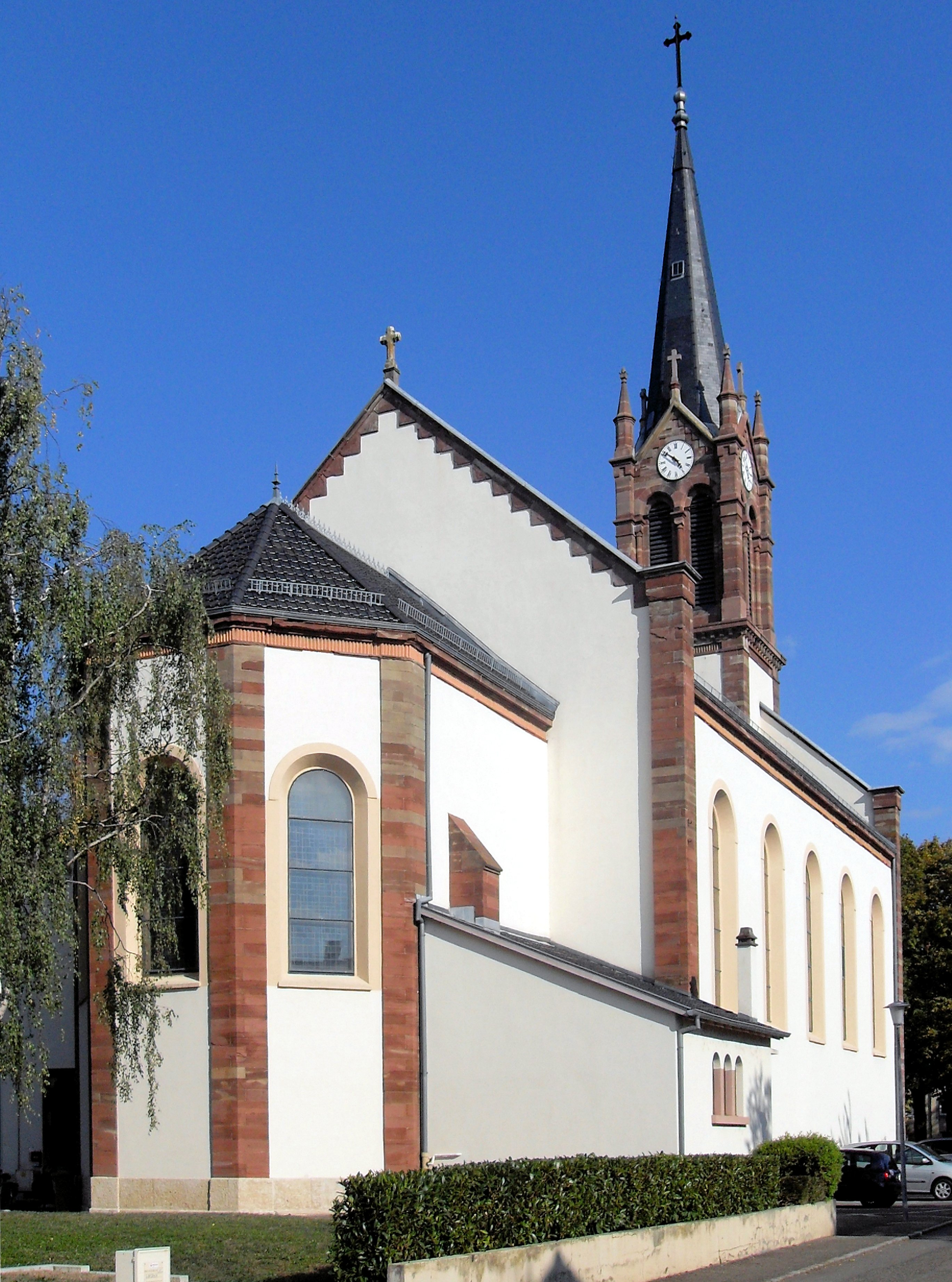
L'église Saint-Charles, côté ouest.
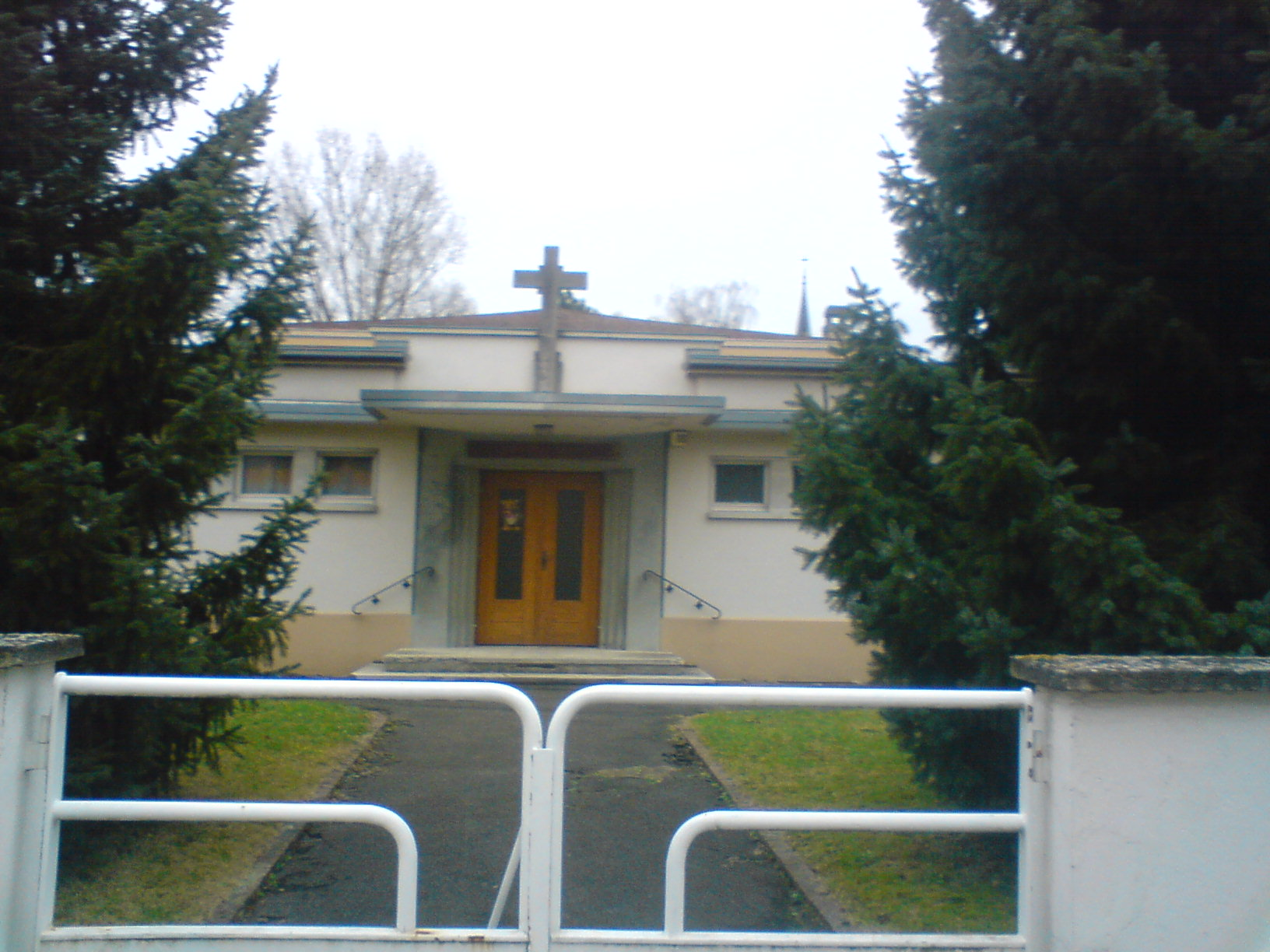
Temple.

## Héraldique
| Blason de l'ancienne commune de Bourgfelden. | Le blason de l'ancienne commune de Bourgfelden : D'or à trois œillets au naturel, celle du centre épanouie, les deux autres à peine écloses, surmontant les trois branches d'une tige commune de sinople feuillée du même de deux pièces. Il a été retiré en 1953 du fait de la fusion avec Saint-Louis. |